# استیس کیفائور
استیس کیفائور (به انگلیسی: Estes Kefauver) سناتور سابق عضو حزب دموکرات ایالات متحده آمریکا بود. وی در سال ۱۹۴۹ تا ۱۹۶۳ میلادی سناتور ایالت تنسی در سنای ایالات متحده آمریکا بود.